# Cole Van Lanen
Cole Van Lanen (Green Bay, Wisconsin, 23 de abril de 1998) es un jugador profesional estadounidense de fútbol americano que se desempeña en la posición de offensive tackle en Jacksonville Jaguars, equipo de la National Football League (NFL).

## Carrera
Fue seleccionado en la sexta ronda en la Reunión Anual de Selección de Jugadores de la NFL de 2021. Hizo su debut profesional con el equipo Green Bay Packers, en el cual jugó dos temporadas (2021-2022), luego pasó a Jacksonville Jaguars, donde lleva jugando dos temporadas.